# 妹天堂！3
《妹天堂！3》是MOONSTONE公司的旗下品牌MOONSTONE Cherry在2018年1月26日發售的戀愛冒險類型成人遊戲，《妹天堂！》系列的第3部作品，後來也有改編成成人漫畫、OVA、影片。

## 遊戲系統
《妹天堂！3》採取戀愛冒險的遊玩方式，玩家所扮演的是本作男主角七瀬祐一。基本上玩家在遊玩的時候都需閱覽螢幕上所顯示的文本，用以了解故事情節和人物之間的對話。該些文字會與人物拼合圖和背景一同出现，並疊在後兩者之上，用以表示祐一在跟誰對話。玩家會在故事中遇見代替背景和人物拼合圖的CG。《妹天堂！3》擁有多條劇情分支路線，每條路線的结局皆有所不同。玩家的選擇最終會影響進入哪條路線，从而影響结局。
玩家在某些預設的段落中須選擇行為選項，對話框的下一段文本在做出選擇前並不能夠顯示。一些選項可能會令遊戲提早結束，另一些則會改變結局。玩家必須反覆載入選項頁面並選擇不同的選項，才能夠觀覽存於不同路線的劇情。《妹天堂！3》擁有7個不同的結局，其中更包括後宮結局。整部遊戲的色情場景達50個以上，角色在當中會進行的性活動包括手交、口交，以及性交。

## 故事
在學校放暑假的時候，父母因為工作出差而不在家，所以七瀬祐一跟妹妹們一同留守在家。原本想與妹妹們好好相處的祐一，卻反而被妹妹們展開積極追求。

## 角色
七瀬祐一（聲：龍八郎太（OVA））
本作的男主角，七瀨家的長男。
七瀬桜
身高：158cm，三圍：B95/W61/H93
七瀨家的長女，溫柔個性也擅長做家事。
七瀬理香
身高：152cm，三圍：B76/W53/H77
七瀨家的次女，學習認真品行端正，在學校擔任班長。
七瀬日向
身高：141cm，三圍：B70/W48/H73
七瀨家的五女，乖巧個性而受到大家的喜愛。
七瀬陽春
身高：154cm，三圍：B89/W58/H92
七瀨家的四女，天真活潑，喜歡漫畫和遊戲。
七瀬ざくろ
身高：161cm，三圍：B83/W55/H85
七瀨家的三女，官能小說的作家。

## 開發
《妹天堂！3》為MOONSTONE的旗下品牌MOONSTONE Cherry發行《デーモンバスターズ》和《妹天堂！2》後的作品，亦為《妹天堂！》系列的第3部作品。儘管伊東ライフ曾於《妹天堂》系列的前兩部作品中擔任原畫及製作人，但由於其已在2016年宣佈從MOONSTONE辭職的緣故，所以本作的原畫及製作人分别只由在前作負責CG的日向奈尾和在前作同樣擔當製作人的恋純ほたる負責。負責本作編劇的為藤井和敏。背景音樂則由solfa負責。

## 發行
MOONSTONE Cherry於2017年11月22日在其官網上發佈了本作的免費試玩版，予供公眾下載試玩。其後在2018年1月26日發售PC正式版的遊戲光碟，同時兼容Windows7/8/10。預訂版會附送像廣播劇CD、毛巾、電話卡般的贈品。MangaGamer於2020年2月13日推出了本作的英語版。
部分商店在正式發售的該天舉辦了抽獎活動，中獎者將能參與七瀬桜的聲優花澤さくら的簽名會；而沒有中獎的人也可獲得原畫家日向奈尾的簽名。

## 主題曲
片頭曲「1・2・3☆ぱらだいす！」
作詞：こはるん，作曲、編曲：伊吹ユキヒロ，主唱：みるく
七瀬櫻片尾曲「さくらいろ」
作詞：天ヶ咲麗，作曲、編曲：iyuna，主唱：茶太
七瀬理香片尾曲「lovely sister」
作詞：天ヶ咲麗，作曲、編曲：橋咲透，主唱：結月そら
七瀬日向片尾曲「しあわせどりーみん」
作詞：天ヶ咲麗，作曲、編曲：hash，主唱：Rin
七瀬陽春片尾曲「QIエクスプロージョン！」
作詞：天ヶ咲麗，作曲、編曲：伊吹ユキヒロ，主唱：nao
七瀬ざくろ片尾曲「deep breath」
作詞：天ヶ咲麗，作曲、編曲：橋咲透，主唱：iyuna
後宮片尾曲「summerly happy days」
作詞：天ヶ咲麗，作曲、編曲：hash，主唱：小春めう

## 相關作品

### OVA
OVA片名為《妹天堂！3 The Animation》，由ショーテン於2018年發售的成人動畫共兩集。第一集以七瀬桜及七瀬陽春作封面人物；第二集的封面人物則為七瀬理香、七瀬日向以及七瀬ざくろ。片尾曲為遊戲片頭曲。

### 漫畫
漫畫是由西崎えいむ擔任作畫，於2017年在成人遊戲雜誌《BugBug》10月號開始連載。單行本《妹天堂！3 ～Adult Edition～》共一冊由辰巳出版於2019年12月20日發售，附贈官方同人CG集DVD。

### 成人影片
同名成人影片由無垢於2018年4月19日及6月13日發售，每集片長120分，由浅田結梨、小西まりえ、NIMO、宮沢ゆかり、西宮このみ飾演。

### 原聲帶
遊戲原聲帶是由luminouscore於2018年1月26日發售，收錄遊戲的BGM和主題曲共計32首。

### 原畫集
2018年5月25日，Coremagazine發售了一本128頁的原畫集，標題為《妹天堂！3 ALL ILLUSTRATIONS》，其收錄了工作人員的採訪記錄、未公開的原稿線描。

## 評價
《妹天堂！3》在日本美少女遊戲暨動漫相關商品銷售網站Getchu屋的2018年1月最暢銷視覺小說遊戲排行榜上排行第一名，另外在該站所舉辦的美少女遊戲大獎2018中在情色部門獲得第10名。

## 外部連結
- 官方網站（页面存档备份，存于）MOONSTONE（日語）